# 立古睦吉
立古 睦吉（りゅうこ むつきち、1893年（明治26年）9月16日 - 1981年（昭和56年）7月2日）は、大日本帝国陸軍軍人。最終階級は陸軍少将。功四級。

## 経歴
1893年（明治26年）に岡山県で生まれた。陸軍士官学校第27期卒業。1939年（昭和14年）3月9日に第21師団捜索隊長（第12軍）に就任し、8月1日に陸軍騎兵大佐に進級。日中戦争に出動し、徐州に駐屯した。1940年（昭和15年）2月に騎兵第71連隊長に転じ、1941年（昭和16年）3月に軍馬補充部附となった。
その後千葉陸軍戦車学校研究部主事を経て、1944年（昭和19年）3月14日に陸軍少年戦車兵学校長に就任し、8月1日に陸軍少将に進級した。終戦後は陸軍省附を経て10月18日に岡山連隊区司令官に就任した。
1947年（昭和22年）11月28日、公職追放仮指定を受けた。